# (1415) Malautra
(1415) Malautra es un asteroide perteneciente al cinturón de asteroides descubierto el 4 de marzo de 1937 por Louis Boyer desde el observatorio de Argel-Bouzaréah, Argelia.

## Designación y nombre
Malautra fue designado al principio como 1937 EA.
Posteriormente, se nombró en honor de la esposa del descubridor.

## Características orbitales
Malautra orbita a una distancia media del Sol de 2,224 ua, pudiendo acercarse hasta 2,032 ua. Su inclinación orbital es 3,426° y la excentricidad 0,08645. Emplea en completar una órbita alrededor del Sol 1211 días.